# نووا روژا
نووا روژا (به لاتین: Nowa Róża) یک روستا در لهستان است که در گمینا نوو تومشل واقع شده‌است. نووا روژا ۱۳۷ نفر جمعیت دارد.